# Willy Gilbert
Willy Carl Jens Gilbert  (Küstrin, 10 september 1881 – Dale (Sogn og Fjordane), 20 juni 1956) was een Noors zeiler.
Gilbert werd geboren in Küstrin in het Duitse Keizerrijk.
Gilbert won tijdens de Olympische Zomerspelen 1920 de gouden medaille in de 10 meter klasse model 1919, de Noorse boot was de enige boot die deelnam in deze klasse.

## Olympische Zomerspelen
| Jaar | Plaats    | Resultaten                 |
| ---- | --------- | -------------------------- |
| 1920 | Antwerpen | 10 meter klasse model 1919 |

1912: Filip Ericsson / Carl Hellström / Paul Isberg / Humbert Lundén / Herman Nyberg / Harry Rosenswärd / Erik Wallerius / Harald Wallin ·
1920 (model 1907): Erik Herseth / Sigurd Holter / Gunnar Jamvold / Petter Jamvold / Claus Juell / Ingar Nielsen / Ole Sørensen ·
1920 (model 1919): Charles Arentz / Otto Falkenberg / Robert Giertsen / Willy Gilbert / Halfdan Schjøtt / Trygve Schjøtt / Arne Sejersted